# Морис Уилкинс
 Морис Уилкинс (на английски: Maurice Wilkins) е английски биофизик и молекулярен биолог, носител на Нобелова награда за физиология или медицина.

## Биография
Роден на 15 декември 1916 г. в Понгароа, Нова Зеландия. Родителите му са от ирландски произход. На шестгодишна възраст се преселва в Англия. Завършва физика в колежа Сейнт Джонс към Кеймбриджкия университет през 1938 г. След завършването си работи като асистент на проф. Джон Рандъл в Бирмингамския университет и през 1940 г. защитава докторска дисертация. След няколко премествания, през 1946 г., заедно с Рандъл пристига в Кингс Колидж (Лондон), където започва рентгеноструктурни кристалографски изследвания върху ДНК с цел изясняване на химичната структура на молекулата на ДНК. През 1951 г. към тях се присъединява и Розалинд Франклин, но двамата с Уилкинс не успяват да се сработят и затова всеки поотделно провежда своите изследвания. Тези изследвания служат за основа на Джеймс Уотсън и Франсис Крик при построяването на техния двойноверижен модел на ДНК. Уилкинс разделя с тях Нобеловата награда за физиология или медицина през 1962 г.